# Hollyoaks
Hollyoaks ist eine britische Fernsehserie. Sie wird seit Oktober 1995 auf Channel 4 ausgestrahlt.

## Inhalt
Die Fernsehserie handelt vom Leben fiktiver Personen in Chester. Die Handlung der Seifenoper dreht sich unter anderem um Konflikte und Themen wie Drogenmissbrauch, Morde, Selbstmorde, Abtreibung, finanzielle Probleme, Rassismus, Religion, Bisexualität, Homosexualität, Homophobie, Krebs, Alkoholismus, HIV, häusliche Gewalt, Kindesmissbrauch und andere Themen des gesellschaftlichen Lebens.

## Besetzung
- Nick Pickard: Tony Hutchinson
- Sarah Jayne Dunn: Mandy Richardson
- James McKenna: Jack Osborne
- Ashley Taylor Dawson: Darren Osborne
- Ellis Hollins: Tom Cunningham
- Alex Carter: Lee Hunter
- Helen Pearson: Frankie Osborne
- Jessica Fox: Nancy Hayton
- Andrew Moss: Rhys Ashworth
- Anthony Quinlan: Gilly Roach
- Ashley Slanina-Davies: Amy Barnes
- Kieron Richardson: Ste Hay
- James Sutton: John Paul McQueen
- Jamie Lomas: Warren Fox
- Jennifer Metcalfe: Mercedes Fisher
- Nicole Barber-Lane: Myra McQueen
- Gemma Merna: Carmel Valentine
- Claire Cooper: Jacqui McQueen
- Saira Choudhry: Anita Roy
- Jorgie Porter: Theresa McQueen
- Bronagh Waugh: Cheryl Brady
- Karen Hassan: Lynsey Nolan
- Ashley Margolis: Ricky Campbell
- Beth Kingston: India Longford
- Alison Burrows: Kathleen McQueen
- Alice Barlow: Rae Wilson
- Dean Aspen: Duncan Button
- Sheree Murphy: Eva Strong
- Bianca Hendrickse-Spendlove: Texas Longford
- Phina Oruche: Gabby Sharpe
- Lydia Lloyd-Henr: Amber Sharpe
- Shaun Blackstock: Taylor Sharpe
- Andonis Anthony: Phil Sharpe
- Paul Opacic: Carl Costello
- Kim Tiddy: Heidi Costello
- Rob Norbury: Riley Costello
- Miles Higson: Seth Costello
- Rachel Shenton: Mitzeee Minniver
- Victoria Atkin: Jasmine Costello
- Jonny Clarke: Bart McQueen
- Emmett J. Scanlan: Brendan Brady
- Stephanie Davis: Sinead O’Connor
- Connor Wilkinson: Finn O’Connor
- Alexandra Fletcher: Diane O’Connor
- Gary Cargill: Rob O’Connor
- Jessica Forrest: Leanne Holiday
- Sikander Malik: Jamil Fadel
- Travis Yates: Arlo Davenport
- Darren Day: Danny Houston
- Craig Vye: Ethan Scott
- Abi Phillips: Liberty Savage
- Parry Glasspool: Harry Thompson
- Max Baldry: Liam Donovan
- Jamelia: Sharon Bailey
- Jeremy Sheffield: Jeremy Blake
- David Ames: Carter Shepherd
- Glynis Barber: Norma Crow

## Popularität
Die Fernsehserie gehört im Vereinigten Königreich neben den Fernsehserien EastEnders, Coronation Street und Emmerdale zu den beliebtesten Seifenopern im englischen Fernsehen.

## Drehorte
Gedreht wird überwiegend in den Fernsehstudios in Liverpool.

## Ausstrahlungstermine
Die Fernsehserie wird werktags um 18:30 auf Channel 4 in England ausgestrahlt.
Hollyoaks wird in weiteren Ländern außerhalb Englands gesendet: Kanada (BBC Kids channel), Norwegen (TV2 Zebra), Serbien (Studio B), Bosnien und Herzegowina (RTRS), Schweden (TV400), Finnland (Sub), Island (Stöð 2 extra, Stöð 2) Südafrika (MNET Series), Vereinigte Staaten (BBC America, von Juni bis November 2007), Türkei (e2) und weiteren Ländern in Osteuropa. In Deutschland, in der Schweiz und in Österreich wurde die Fernsehserie bisher nicht gesendet und ist daher im deutschen Sprachraum auch kaum bekannt.